# غروس ليتزنير
غروس ليتزنير (بالإنجليزية: Gross Litzner)‏ هو أحد جبال سلسلة جبال الألب سيلفريتا وجزء من القمة الأم غروس سيورن يقع في كانتون غراوبوندن، سويسرا. يبلغ ارتفاع الجبل حوالي 3109 متر، بينما يبلغ ارتفاع نتوء الجبل 109 متر.